# Global Wines
Global Wines & Spirits, s.r.o. je dovozce vín a destilátů a kromě Česka působí také na Slovensku. Společnost byla založena v roce 2001. Mimo to je Global Wines & Spirits také členem Unie výrobců a dovozců lihovin.

## Historie
Krátce po založení společnosti Global Wines s. r. o. do ní přistoupila jako partner společnost Hawesko. Díky klesajícím[zdroj?] importním clům se rozšířila nabídka dovážených značek. V roce 2002 byl spuštěn internetový prodej. Vstup Česka do Evropské unie v roce 2004 znamenal konec celních bariér v dovozu vína a společnost tak zaznamenala významný růst obratu i počtu prodaných vín.
V roce 2007 došlo k rozšíření prodejních kanálů o vlastní maloobchodní prodejny a e-shop se stal certifikovaným obchodem APEK (Asociace pro elektronickou komerci). V letech 2013 a 2014 byl sortiment rozšířen o nabídku destilátů.
V roce 2023 byl rozšířen seznam prodejen Global Wines & Spirits na 12. 

## Festivaly a degustace
Společnost Global Wines & Spirits pořádá každoroční putovní festivaly Wine Tour, které probíhají na různých místech České republiky.
Wine Tour 2015 nabízel degustace světových vín v Ostravě, Brně, Praze, Karlových Varech, Ústí nad Labem a Hradci Králové. Na festivalu Wine Tour 2016 byly novinky ze světa vína prezentovány v Olomouci, Brně, Hradci Králové, Praze a Liberci. Global Wines nabízí také degustaci Moravian Collection, či tematické degustace zaměřené na určitý druh vína nebo oblast.

## Charitativní činnost
Global Wines je partnerem Nadace Charty 77, kde podporuje Konto Bariéry. Společnost přispívá od roku 2008 1 Kč za každou prodanou láhev prostřednictvím e-shopu. Od roku 2008 tak přispěla částkou v řádech statisíců zejména na rehabilitační přístroje pro lidi s tělesným handicapem.[zdroj?]